# میان‌رود (شازند)
میان‌رود یک روستا در ایران است که در دهستان پل دو آب شهرستان شازند واقع شده‌است. میان‌رود ۱۸۰ نفر جمعیت دارد.